# Football Alliance
La Football Alliance fu un torneo calcistico inglese, nato nel 1889 in concorrenza con la Football League nata l'anno precedente.
Il campionato era formato in origine da 12 squadre, che divennero 13 nel 1890 quando lo Stoke City F.C. uscì dalla Football League e 14 l'anno successivo.
Tuttavia il 1891-92 costituì l'ultima stagione di attività della Football Alliance, in quanto al termine della stessa le squadre furono tutte ammesse alla Football League, dando così origine alla divisione in First Division e Second Division (nella quale furono inglobate gran parte delle squadre della Football Alliance).

## Le squadre
In totale, in tre stagioni di attività, la Football Alliance ha raccolto 16 squadre, fra cui il Nottingham Forest, lo Small Heath (futuro Birmingham City), The Wednesday (futuro Sheffield Wednesday).
- Ardwick (1891–18922)
- Birmingham St George's (1889–1892)
- Bootle (1889–18922)
- Burton Swifts (1891–18922)
- Crewe Alexandra (1889–18922)
- Darwen (1889–18911)
- Grimsby Town (1889–18922)
- Lincoln City (1891–18922)
- Long Eaton Rangers (1889–1890)
- Newton Heath (1889–18921)
- Nottingham Forest (1889–18921)
- The Wednesday (1889–18921)
- Small Heath (1889–18922)
- Stoke (1890–18911)
- Sunderland Albion (1889–1891)
- Walsall Town Swifts (1889–18922)

Note

1 Ammessa alla Football League First Division

2 Ammessa alla Football League Second Division

## Albo d'oro
- 1889-1890 -  The Wednesday
- 1890-1891 -  Stoke City
- 1891-1892 -  Nottingham Forest